# Ku Ja-ryong
Ku Ja-ryong (구자룡?; Wanju, 6 aprile 1992) è un calciatore sudcoreano, difensore del Jeonbuk Hyundai.

## Carriera

### Club
Ha giocato nella massima serie sudcoreana.

## Palmarès

### Club

#### Competizioni nazionali
- Coppa della Corea del Sud: 2

Suwon Bluewings: 2016, 2019
- Campionato sudcoreano: 1

Jeonbuk Hyundai: 2020